# إن لم يكن الآن
إن لم يكن الآن (بالإنجليزية: IfNotNow) مجموعة من اليهود المعارضين للاحتلال الصهيوني لقطاع غزة والضفة الغربية، تأسست سنة 2014 وتعارض المجموعة السياسيين الأمريكين الداعمين للاحتلال. شاركوا في احتجاجات اللجنة الوطنية الديمقراطية 2023 مع منظمة الصوت اليهودي من أجل السلام للمطالبة بوقف العدوان الصهيوني على قطاع غزة.

## مواضيع ذات صلة
- إحتجاجات اللجنة الوطنية الديمقراطية 2023
- الصوت اليهودي من أجل السلام